# Prionopeltis fasciatus
Prionopeltis fasciatus är en mångfotingart som beskrevs av Carl Graf Attems 1898. Prionopeltis fasciatus ingår i släktet Prionopeltis och familjen orangeridubbelfotingar. Inga underarter finns listade i Catalogue of Life.